# 趙綽
趙 綽（ちょう しゃく、生没年不詳）は、中国の北周から隋にかけての政治家・法律家。字は士倬。本貫は河東郡。

## 経歴
北周において天官府史を初任とした。まじめに勤務して、夏官府下士に抜擢された。才能を知られて、内史中士に累進した。その父が亡くなると辞職し、骨の立つまで憔悴して哀しんだので、その孝行ぶりを讃えられた。喪が明けると、掌教中士として復帰した。580年、楊堅が丞相となると、召されて録事参軍となった。まもなく掌朝大夫に転じ、行軍総管の是云暉の下で南方の少数民族の反抗を鎮圧して、儀同の位を受けた。
581年、隋が建国されると、大理丞に任ぜられた。その法にもとづいた処断は公平で、評価も高く、大理正となった。まもなく尚書都官侍郎に転じ、しばらくして刑部侍郎に転じた。梁士彦らの事件を処断して、文帝（楊堅）に重んじられた。大理少卿に転じた。
蕭摩訶の子の蕭世略が江南で乱を起こすと、蕭摩訶が連座の罪に問われることとなった。文帝は「世略は年がまだ二十歳であり、また何ができるものか。名将の子が人に強要されただけだ」と言って、蕭摩訶を赦そうとした。趙綽は強く諫めたが、文帝は聞き入れず、蕭摩訶を釈放させた。
刑部侍郎の辛亶が緋色の褌を着て、官界での利益を得ようとしたことがあった。文帝は迷信を嫌って辛亶を斬ろうとした。趙綽は「法によると死罪に当たらないので、臣はご命令を聞くことはできません」と言った。文帝は激怒して「卿は辛亶を惜しんで自らを惜しまないのか」と言い、趙綽に辛亶を斬らせようとした。趙綽は「陛下はむしろ臣を殺すべきで、辛亶を殺してはいけません」と言い、朝堂で衣を脱いで自ら斬罪に服そうとした。文帝は人を派遣して「けっきょくどうなのだ」と訊ねさせると、趙綽は「法を一心に執行して、死を惜しむものではありません」と答えた。文帝はしばらくして辛亶を釈放した。翌日、文帝は趙綽に謝ってねぎらった。
ときに文帝は悪銭の使用を禁止した。ふたりの人が市で悪銭を使ったので、文帝はふたりを斬ろうとした。趙綽は「かれらは杖刑が相当で、殺すのは違法です」と諫めた。文帝が「卿の仕事とは関係ない」と言って反発すると、趙綽は「陛下は臣を法律を司る官に置きました。みだりに人を殺そうというのに、臣の仕事と関係ないことがありましょうか」と言った。文帝が「大木みたいに動かない者は、退くがいい」と言うと、趙綽は「臣は天の心に感じることを望みます。どうして木を動かすことを論じましょう」と答えた。文帝がまた「あつものを啜るときには、熱いうちにこれを置くという。おまえは天子の威光を挫きたいのか」と言うと、趙綽はますます前に進み出て、退こうとしなかった。治書侍御史の柳彧もまた上奏して強く諫めたので、文帝はようやく死罪を取りやめた。文帝は趙綽の誠実さを信頼して、宮中では寝室にまで呼びだして、話を聞くこともあった。後に趙綽の位は開府儀同三司に進んだ。
河東の薛冑が大理卿となって、趙綽とともに名を知られた。薛冑が情実で判断したのに対して、趙綽は法を守り、ともに大理の職で呼ばれた。仁寿年間、在官のまま死去した。享年は63。
子に趙元方・趙元襲があった。

## 伝記資料
- 『隋書』巻六十二 列伝第二十七
- 『北史』巻七十七 列伝第六十五